# Hachette
Hachette (wymowa: [a.ʃɛt]) – francuska grupa mediowa, której najbardziej znaną częścią jest wydawnictwo Hachette Livre. Ponadto w skład grupy wchodzą także: Hachette Filipacchi Médias (wydaje czasopisma) oraz Hachette Distribution Services (zajmuje się dystrybucją). Stanowi część holdingu Lagardère. Częścią międzynarodowej grupy wydawniczej Hachette, skupiającej wydawnictwa z Francji, Hiszpanii, Włoch, Wielkiej Brytanii, Japonii, Ameryki Północnej i Południowej, jest wydawnictwo Hachette Polska sp. z o.o.
W skład grupy wchodzą m.in. wydawnictwa Larousse, Harlekin, Hatier. Do grupy należą też oficyny Orion, Hodder, Headline, Little Brown & Co., John Murray i Octopus w Wielkiej Brytanii, Anaya, Bruno, Edelsa i Salvat w Hiszpanii, Escala w Brazylii, Aique w Argentynie, Dilibel w Belgii czy Diffu Livre w Szwajcarii oraz koncern mediowy Time Warner w Stanach Zjednoczonych. Do grupy należą także dwa wydawnictwa edukacyjne – EDICEF i Hatier.

## Historia
Wydawnictwo założył w 1826 roku Louis Hachette. Po 38 latach działalności wydawnictwo stało się światowym liderem na rynku wydawniczym książek. Rozwój firmy pozwolił na przekroczenie granic Francji w 1947 r. Pod koniec XX w. firma otrzymała aktualną nazwę Groupe Hachette Livre.

### Konkurencja w Internecie
W 2014 r. Hachette rozpoczęło spór z firmą dystrybucyjną Amazon dotyczący „cen pośrednictwa”, które mają miejsce, gdy pośrednik (taki jak Hachette) określa cenę książki; gdyż normalnie jednak to Amazon dyktuje poziom rabatu książki. 
W spór ten zaangażowało się setki pisarzy, w tym wielu znanych autorów; na przykład Stephen King, John Grisham i Ursula K. Le Guin, podpisało petycję przeciw Amazon, aby ten „przestał szkodzić egzystencji autorów, na których zbudował swój biznes” i oskarżając Amazon o „branie książek jako zakładników”, blokadę autorów i cenzurę. Spór ten spowodował także gwałtowny spadek sprzedaży książek Hachette w serwisie Amazon, co oznacza, że Amazon wygrał w takiej blokadzie i odstraszaniu klientów.

## Polska
Hachette Polska Sp. z o.o. (pierwotnie Hachette Livre Polska Sp. z o.o.) powstała w 2000 r. w wyniku zakupu przez Groupe Hachette Livre polskiego wydawnictwa Wiedza i Życie, posiadającego wieloletnie doświadczenie na rodzimym rynku. Przez lata Hachette Polska budowało i umacniało swoją pozycję na polskim rynku książki w segmencie przewodników turystycznych i poradników. Od 2009 oferta spółki została rozszerzona o serię „Pisane przez życie”.
W roku 2007 Hachette Polska zakupiła aktywa spółki Larousse, rozszerzając swoją ofertę o książki dziecięce, wydawnictwa encyklopedyczne i słowniki. Wydawnictwo Larousse zostało założone w 1852 r. w Paryżu przez Pierre’a Larousse’a. Od początku swego istnienia specjalizuje się w szeroko rozumianej tematyce encyklopedycznej. W 2002 r. została utworzona spółka Larousse Polska. Od 2008 roku książki z marką Larousse ukazują się nakładem wydawnictwa Hachette Polska.
Do Hachette należą w Polsce także firmy: spółka HDS – dystrybutor m.in. prasy i książek (posiadający sieci sprzedaży Inmedio i Relay), Hachette Filipacchi Magazines (wydawca czasopism: „Elle”, „Elle Decoration”, „Film” oraz „Samo Zdrowie”).

## Witryny
- Strona główna Hachette Polska
- (fr. • ang.) Strona główna Hachette (grupy Lagardère)